# Bénédicte Taurine
Bénédicte Taurine, née le 18 juin 1976 à Lavelanet, est une femme politique française.
Membre du Parti communiste français (PCF) puis de La France insoumise (LFI), elle est élue députée dans la 1re circonscription de l'Ariège en 2017. Elle est réélue en 2022, mais le scrutin est annulé l’année suivante par le Conseil constitutionnel ; lors de l'élection partielle qui suit, elle est battue par la socialiste dissidente Martine Froger.

## Biographie

### Situation personnelle
Bénédicte Taurine, née à Lavelanet, est enseignante en sciences de la vie et de la Terre dans un collège et exerce en parallèle des fonctions syndicales au Syndicat national des enseignements de second degré (SNES),.

### Parcours politique
En 2015, elle est candidate aux élections régionales en Languedoc-Roussillon-Midi-Pyrénées sur la liste « Nouveau monde en commun », regroupant plusieurs partis de la gauche radicale, mais n'est pas élue.
Membre du Parti communiste français, elle est choisie par les militants de La France insoumise (candidature validée par le comité électoral) et se présente contre le candidat investi par le PCF aux élections législatives de 2017. Elle est élue députée dans la première circonscription de l'Ariège le 18 juin 2017 avec 50,28 % des voix au second tour sous la bannière politique de La France insoumise,.
Au 19 octobre 2017, elle fait partie des 13 élus à ne pas avoir déposé leur déclaration d'intérêts ou de patrimoine à la Haute Autorité pour la transparence de la vie publique ; toutefois, selon la députée, sa déclaration est bien transmise dans les délais mais un problème informatique est survenu. Cette déclaration est finalement enregistrée le 25 octobre 2017.
Elle intègre la commission des Affaires économiques de l'Assemblée nationale. À partir de septembre 2019, elle prend part aux travaux de la « commission d'enquête citoyenne pour une gestion alternative des forêts ».
En mai 2022, elle est investie par La France insoumise, pour la coalition Nouvelle Union populaire écologique et sociale, dans la première circonscription de l'Ariège. Elle est réélue le 19 juin 2022.
Sa réélection est annulée le 27 janvier 2023 par le Conseil constitutionnel en raison de la présence de bulletins litigieux du RN au premier tour du scrutin,. Elle arrive en tête du premier tour de la législative partielle avec 31,2 % des voix, suivie par la dissidente socialiste Martine Froger (26,4 %), qui obtient le soutien de la candidate Renaissance éliminée au premier tour et de figures du Parti socialiste de la ligne anti NUPES comme Nicolas Mayer-Rossignol, Carole Delga et Michaël Delafosse, tandis que le PS apporte officiellement son soutien à Bénédicte Taurine. Lors du second tour, Martine Froger obtient 60,2 % des suffrages, contre 39,8 % pour Bénédicte Taurine.

## Prises de position
En août 2017, elle se déclare favorable au maintien de l'ours dans les Pyrénées. Le 18 octobre 2022, elle dépose une proposition de loi « visant à définir et encadrer le régime de responsabilité concernant les chiens de protection des troupeaux »,.
En 2020, elle s'oppose au texte sur le passe vaccinal et participe à des manifestations contre celui-ci.
Elle a défendu une proposition de loi sur la non-prolifération des « fermes-usines » et soutenu l’interdiction des pesticides à base de glyphosate.
Le 13 juillet 2022, elle cosigne une proposition de résolution condamnant « l'institutionnalisation par Israël d’un régime d'apartheid ».

## Synthèse des résultats électoraux

### Élections législatives
| Année | Parti  | Parti | Circonscription | 1er tour | 1er tour | 1er tour | 2d tour | 2d tour | 2d tour | Issue |
| Année | Parti  | Parti | Circonscription | Voix     | %        | Rang     | Voix    | %       | Rang    | Issue |
| ----- | ------ | ----- | --------------- | -------- | -------- | -------- | ------- | ------- | ------- | ----- |
| 2017  |        | LFI   | 1re de l'Ariège | 6 125    | 20,26    | 2e       | 12 776  | 50,28   | 1re     | Élue  |
| 2022  | 10 347 | LFI   | 1re de l'Ariège | 33,12    | 1re      | 14 746   | 55,31   | 1re     | Élue    |       |
| 2023  | 6 778  | LFI   | 1re de l'Ariège | 31,18    | 1re      | 7 776    | 39,81   | 2e      | Battue  |       |